# 山口県道113号南岩国停車場磯崎線
山口県道113号南岩国停車場磯崎線（やまぐちけんどう113ごう みなみいわくにていしゃじょういそざきせん）は、山口県岩国市を通る一般県道である。

## 概要
JR西日本山陽本線 南岩国駅から岩国市室の木町1丁目に至る。

### 路線データ
- 起点：岩国市南岩国町1丁目（JR西日本山陽本線 南岩国駅前、国道188号上）
- 終点：岩国市室の木町1丁目（室の木1丁目交差点、国道2号交点）

## 歴史
- 1958年（昭和33年）10月1日 - 山口県告示第644号の2により認定される。
- 1972年（昭和47年）頃 - 現行の県道番号に変更される。
- 2011年（平成23年）3月8日 - 岩国市門前町1丁目 - 岩国市門前町3丁目間（都市計画道路門前線、L=950 m）開通[1][2]。新規開通区間、牛野谷3丁目交差点 - 山手交差点間（国道188号岩国南バイパス重複）、山手交差点 - 今津3丁目交差点間（山口県道15号岩国玖珂線重複）が県道南岩国停車場磯崎線に編入される[3]
- 2012年（平成24年）3月30日 - ダブルウェイとなっていた尾津町1丁目交差点 - 今津町3丁目交差点間の旧道が道路区域から除外され、岩国市道に降格する[4][5]。

## 路線状況
岩国市街と同市の副都心的存在の南岩国地区を結ぶ道の一つであるため、交通量は全区間にわたってかなり多い。また、住宅地も多く、住民の生活道路となっており歩行者も多い。
川下地区では岩国基地の近くを通過するため、看板に英語表記が多くある。

### 重複区間：
- 国道188号（岩国市南岩国町1丁目・南岩国駅前（起点） - 岩国市門前町3丁目・門前町3丁目交差点）
- 国道188号岩国南バイパス（岩国市牛野谷町3丁目・牛野谷3丁目交差点 - 岩国市山手町4丁目・山手交差点）
- 山口県道15号岩国玖珂線（岩国市山手町4丁目・山手交差点 - 岩国市今津町4丁目・今津町3丁目交差点）

### 道路施設

#### 橋梁
- 門前川橋（門前川、岩国市、国道188号岩国南バイパス重複区間内）

## 地理

### 通過する自治体
- 岩国市

### 交差する道路
| 交差する道路                                                                | 交差する場所  | 交差する場所             |
| --------------------------------------------------------------------------- | ------------- | ------------------------ |
| 国道188号 重複区間起点                                                      | 南岩国町1丁目 | 起点                     |
| 山口県道118号南岩国尾津線                                                   | 尾津町2丁目   |                          |
| 国道188号 重複区間終点                                                      | 門前町3丁目   | 門前町3丁目交差点        |
| 国道188号 / 岩国南バイパス 重複区間起点 山口県道15号岩国玖珂線 / バイパス   | 牛野谷町3丁目 | 牛野谷3丁目交差点        |
| 国道188号 / 岩国南バイパス 重複区間終点 山口県道15号岩国玖珂線 重複区間起点 | 山手町4丁目   | 山手交差点               |
| 山口県道15号岩国玖珂線 重複区間終点                                         | 今津町4丁目   | 今津町3丁目交差点        |
| 国道2号 国道187号 重複                                                      | 室の木町1丁目 | 室の木1丁目交差点 / 終点 |

### 交差する鉄道
- 岩徳線

### 沿線
- JR西日本山陽本線 南岩国駅
- 岩国市立愛宕小学校
- 高水高等学校・付属中学校
- 岩国短期大学
- 岩国市役所
  - 愛宕出張所
  - 川下出張所
- 岩国のシロヘビ
- 麻里布シラサギ渡来地